# Hamad Al-Hosani
Hamad Al-Hosani (Arabic:حمد الحوسني) (sinh ngày 15 tháng 1 năm 1987) là một cầu thủ bóng đá người Các Tiểu vương quốc Ả Rập Thống nhất. Hiện tại anh thi đấu cho Baniyas.